# 變色普提魚
變色普提魚，又稱變色狐鯛，為輻鰭魚綱鱸形目隆頭魚亞目隆頭魚科的其中一種，分布於西澳大利亞海域，體長可達35公分，棲息在礁石區海域，生活習性不明。

## 擴展閱讀
維基物種上的相關：變色普提魚